# مشروع السروات
مشروع السروات هو اتفاق شراكة عسكري بين الشـركة السعودية للصـناعات العسـكرية وشـركة نافانتيا الإسبانية، ويهدف لبناء خمس سفن لصالح القوات البحرية الملكية السعودية، ضمن خطة توطين 50 % مـن إجمـالي الإنفـاق العسـكري للسعودية بحلـول العـام 2030، والتي أعلن عنها ولي العهد الأمير محمد بن سلمان.